# Thargelia tranquilla
Thargelia tranquilla är en fjärilsart som beskrevs av Sukhareva 1970. Thargelia tranquilla ingår i släktet Thargelia och familjen nattflyn. Inga underarter finns listade i Catalogue of Life.